# Буша
Буша је аутохтоно мало краткорого планинско домаће говече, које је у свом зениту било распрострањено на ширем простору Балканског полуострва. Од раног средњег векa па све до средине 20. века била је доминантна раса говеда у брдско-планинским пределима Балкана. Током 20. века оплемењивањем са другим расама доведена је на ивицу опстанка.

## Порекло
Од најранијег периода дивље говече тур (Bos primigenius) насељавао је Балкан, Европу, централну Азију, Индију и северну Африку. Од тура развило се домаће говече (Bos taurus), које је гајено на балканским просторима. Дивља говеда су опстала све до времена Римског царства. У доба Римљена гајена су домаћа говеда већином брахицерног типа (Bos taurus brachyceros), која настављају да гаје Словени након доласка на Балкан током раног средњег века. Занимљиво да су на Балкану и у Србији опстали све до средњег века дивљи европски бизони (Bison europeus), познати као зуброви, које последњи пут помиње анонимни Опис Европе из 14. века. На основу археозоолошких истраживања у Србији су у културном слоју из римског периода откривене кости тура и зубра. У истом културном слоју откривене су кости домаћег ситног говечета које је локално становништво узгајало још у гвозденом добу, као и кости крупније расе домаћег говеда која су увезена на Балкан са Апенина. Буше спадају у јединствену расу јер су генетски једна од најстаријих говеда у Европи. Такође, имају хаплогрупу која се иначе налази само у неолитској стоци.
Проучавањем фреско-сликарства, у средњовековној Србији узгајана је неоплемењена буша. Током османског периода наставља се узгајање краткорогог домаћег говечета. За време аустријске окупације Босне крајем 19. века, др Леополд Адамец, у својим проучавањима вршеним са циљем увида у могућности експлоатације локалног сточног фонда, планинско говече подвео је под посебну „илирску расу“. Милан Ђурић у монографији о домаћем планинском говечету издатој у Крагујевцу 1909. године забележио је народне називе ових грла, буџуље, буџани, биџани или камењари, а у западним крајевима и под именом бушани и бушанци.

## Изглед и особине
Ова раса је ситна и слабије развијено од осталих европских говеда, док је сличне грађе са осталим сојевима краткорогог говечета на Карпатима, Блиском истоку и Малој Азији (анадолско говече). Висина гребена је код краве од 90 до 110 cm, код бикова је 10–15 cm већа висина гребена у односу на краву. Просечна телесна маса за краву у народном говедарству се креће од 150 до 200 kg, док се у врло добрим запатима краве могле бити тешке 250–300 kg. Од 3 до 4 године бик достиже пуну тежину, а могли су бити тежи од краве 100 kg. Телад су изразито ситна, по тељењу маса им је око 15 кг, са месец дана 30 kg, са шест месеци 80–90 kg, а јунад са 1 годином 100–150 kg. За приплод се може користити и до 12 година и за то време отеле 8-10 телади. Бикови почињу да се користе за приплод у узрасту од 18 месеци и обично се користе 7-8 година. Буша је касностасна раса говеда. Раст завршава са 3-5 година. Најчешће се први пут припушта у узрасту од 15-18 месеци. Животни век је око 20 година. Даје релативно мало млека, у народном говедарству у просеку 600 - 700 литара по лактацији, са до 6% млечне масти. Лактација траје релативно кратко од 5 до 7 месеци што омогућава високу плодност.
Спада у скупину једнобојених говеда. Боја може да буде црна, сива, зеленкасто-дивља, црвена, бела, крем, плава и тиграста. Чиста буша нема јасно изражене шаре било где по телу. Могу да се јаве прелази боја али постепени, углавном по боковима, плећкама, бутовима. Током времена на одређеном географском подручју развили су се поједини варијетети па се говори о сојевима. Међу најзначајније сојеве буше спадају: сива српска, црвена метохијска, плава повардарска, жута полимска и црна косовска и тетовска. Најређа је била тиграста и албино без пигмента са розе њушком и очима беле боје. Слузокоже су тамно пигментиране, као и папци и рогови. Око губице постоји венац светлих длака, такозвана срнећа губица. Дуж кичме се понекад јави светлија обојеност или јегуљина линија, репна кићанка је увек тамне боје сем код албино примерака. Глава је дуга и клинаста, рогови су кратки, танки и венчасти (_) или закржљали, постоје и шути примерци или су постојали. Код бикова се рогови не савијају увек у венчасту форму већ могу да буду прави, односно иду само у страну. Врат је дуг, пљоснат и слабо везан с гребеном. Дужина трупа је 100 до 105% од висине гребена. Леђа су средње дужине, и слабо мишићава. Дубине трупа и груди су добро изражене док су ширине слабо изражене. Карлица је уска и дуга, кроваста, телад се рађају ситна те нема проблема при тељењу. Предње ноге имају правилан став, а задње у већини случајева „иксаст" (крављи) став ногу. Мишићи су суви, кожа је еластична, танка и фина, услед неухрањености кожа огруби, задебља а животиња зачупави. Виме је кратко, плитко, мало, има правилан облик, некад пигментирано некад не. Добро се прилагођава условима средине и отпорна је на заразне и паразитске болести.

## Распрострањеност
Буша је до средине 20. века била главно говедо код становника на ширем простору Балкана, а распростирала се јужно од реке Саве и Дунава, од Авале до Олимпа и од Родопа до Велебита. У 20. веку долази до губитка интересовања за гајење нископродуктивних раса, као и до укрштања буше са високопродуктивним племенитим расама говеда, што све скупа доводи до масовне депопулације и сврстава на листу домаћих угрожених врста животиња. Данас се у чистој раси Буша може наћи једино код становника у изолованим планинским областима Балкана, као и код савремених органских сточара, који је држе у мањим или већим стадима на слободној (традиционалној) испаши.

## Узгајање
Екстеријерне и производне карактеристике буше су одраз лоших услова под којима се говече гајило током векова у брдско-планинском пределима са екстензивним (примитивним) сточарством. Исхрана током зиме је била веома оскудна, па су буше у пролеће биле у слабој кондицији што се неповољно одражавало на раст телета. Рано одбијање телета, превремена оплодња младих грла, лоша исхрана и смештај утицале на морфолошке и физиолошке карактеристике буше. Од средњег века па све до средине 19. века поред домаће радиности и занатства главна привредна грана код становника Балкана била је сточарство од када постепено примат добија земљорадња. Становници сточари који су живели у многочланим задружним породицама где је подела рада била извршена према полу и узрасту, успели су да својим радом обезбеде основне животне потребе. Систем узгоја стоке (оваца, коза и говеда) подразумевало је летњу испашу на планинским пашњацима и спуштања пред зиму у стална насеља на нижим надморским висинама. Главна сировина у производни хране код сточара представљали су млеко и месо, односно справљање масла, сира и сувог меса (Технологија израде крављег белог сира) Овакав систем узгоја стоке био је доминантан до средине 20. века када услед урбанизације, индустријализације и миграције становништва из села у град успео да одржи у траговима у изолованим планинским пределима Балканског полуострва и на почетку 21. века. Занимљиво да су у време Краљевине Србије сухомеснати производи сточара са Златибора, говеђа и свињска пршута, као и сланина, излагани 1889. године на Светској пољопривредној изложби у Паризу. Од крављег и овчијег млека прављени су сир и скоруп. Буша даје квалитетно пуномасно млеко. Буше су гајена заједно са овцама у планинским пределима на екстензивни начин. Око њих се мање радило и водило рачуна него око оваца. Буше су се држала на паши и брсту, а у неким крајевима држана су у сампасу (слободној испаши) и зими и лети. Буше су подносила слабу храну и лош смештај. Држана су у непокривеним торовима, а зими на местима заклоњеним од ветра. 
По узору на британски Мартинов закон из 1822. године у Краљевини Србији 1898. године усвојен је у Закон о унапређењу сточарства којим је било прописано отварање општинских приплодних станица, али и забрану да се домаћа стока држи преко зиме напољу, а нарочито током ноћи. За њен смештај сваки власник је морао да има посебне кошаре. Закон је забрањивао злостављање стоке батинама, изгладњавањем и претоваривањем. Краљевина Србија се 1900. године са 956. 661 грла говеда налазила на осмом месту у Европи по односу броја говеда и становника (38,6 грла на 100 становника), одмах из Швајцарске, а испред Француске. Највећи део говеда коришћен је за тегљење 54,31%, у остале сврхе користило се само 27,13%, док су телад била 18,56%.
На прелазу из 19. у 20. век, у Србији најбољи сувати на којима су се преко лета товила говеда за продају налазила су се на Златибору, Копаонику, Варденику, Кукавици, Жељину, Столовима, Маљену, Повлену, Сувој планини и Старој планини. По бројности узгајане и товљене стоке највише се истицао Златибор. Буша је чврсте и компактне грађе па је кориштена за рад. Користила се у народном говедарству за све три производње: рад, млеко и месо. Рандман се у просеку креће код крава 41,5%, а код волова 45,5%, док код утовљених бикова рандман се креће од 52-55%.
Данас се једно од највећих стада буше од Црног мора до Јадрана са преко 400 грла налази на Старој планине у селу Горњи Криводол.

## Селекција, оплемењивање и депопулација буше
У првој половини 19. века у Кнежевини Србији долази до једног од првих укрштања балканског планинског говечета буше са панонским степским говечетом чиме су настали најбољи запати колубарских говеда. Поред колубарских говеда, у Србији су се укрштањем издвајала још и тамнавски и ресавски сој говеда. Сва ова говеда одликовала су се издржљивошћу и способности за вучу. Након отварање пруге Београд - Ниш крајем 19. века увезене су бројне племените расе говеда (маријаховска, лабудска, бернска, пинцгавска, алгајска, холандска, фрајбуршка и сименталска) међу којима је препозната као производно вредна швајцарска сименталска раса говеда, која ће постати доминантна комбинована раса говеда током постојања Југославије у 20. веку.
У 21. веку, осим буше на Балкану су угрожени поједини сојеви аутохтоне домаће овце - праменке, балканска домаћа коза, балкански магарац, као и Балкански брдски коњ.